# 괴산 청안향교
괴산 청안향교(槐山 淸安鄕校)는 대한민국 충청북도 괴산읍 청안면 읍내리에 있는 향교이다. 1977년 12월 6일 충청북도의 기념물 제39호 청안향교(淸安鄕校)로 지정되었다가, 1988년 9월 30일 충청북도의 유형문화재 제40호로 지정되었고, 2013년 1월 18일 현재의 문화재 명칭으로 변경되었다.

## 개요
조선초 훌륭한 유학자의 위패를 모시고 제사하며 지방민의 유학교육과 교화를 위하여 청안에 지은 관학기관이다. 언제 지었는지는 정확히 알지 못하지만, 숙종 29년(1703)에 사마소가 지어진 것을 보아 향교는 그 이전에 지었을 것으로 추정된다. 지금의 건물들은 1979년에서 1981년 사이에 해체·복원한 것이다.
공부하는 강당인 명륜당은 앞에 있고, 제사하는 공간인 대성전은 뒤에 있는 전학후묘의 배치를 하였다. 대성전에는 공자를 비롯하여 중국과 우리나라 유학자의 위패를 모시고 있다. 명륜당의 현판은 영조 9년(1733)에 쓰여진 것이라고 전한다.
조선시대에는 나라로부터 토지와 노비·책 등을 지급받아 운영하였으나, 교육의 기능은 없어지고 지금은 제사의 기능만 남아있다.

## 참고 자료
- 괴산 청안향교 - 국가유산청 국가유산포털